# Vicente Macanan Navarra

2013

Vicente Macanan Navarra (* 22. Januar 1939 in Mambusao) ist ein philippinischer Geistlicher und emeritierter römisch-katholischer Bischof von Bacolod.

## Leben
Vicente Macanan Navarra empfing am 7. April 1962 die Priesterweihe.
Papst Johannes Paul II. ernannte ihn am 23. April 1979 zum Weihbischof in Capiz und Titularbischof von Velefi. Die Bischofsweihe spendete ihm der Erzbischof von Capiz, Antonio José Frondosa, am 26. Juni desselben Jahres; Mitkonsekratoren waren Amado Paulino y Hernandez, Weihbischof in Manila, und Alberto Jover Piamonte, Weihbischof in Jaro.
Am 21. November 1987 wurde er zum ersten Bischof des neuerrichteten Bistums Kabankalan ernannt. Am 24. Mai 2001 wurde er zum Bischof von Bacolod ernannt.
Papst Franziskus nahm am 24. Mai 2016 seinen altersbedingten Rücktritt an.